# Polylaktid

Skelettformel för polylaktid

Polylaktid (PLA) eller polymjölksyra är en naturligt nedbrytningsbar, termoplastisk, alifatisk polyester som tillverkas från förnybara resurser. Majsstärkelse eller rörsocker är vanliga råvaror. Bakteriell fermentering används för att framställa mjölksyra, som oligomeriseras och dimeriseras katalytiskt för att få fram monomerer för ring-öppnande polymerisering. I industriella sammanhang används en tennoktoat-katalysator, men i laboratoriet används vanligtvis tenn(II)klorid. Med sin naturliga nedbrytbarhet, tillverkning från förnybara resurser och förmåga att producera detaljerade och hållbara utskrifter, har PLA sin plats som det föredragna materialet för 3D-utskrifter i både hobby- och industriella sammanhang.
Tack vare mjölksyrans kirala natur finns det flera distinkta enantiomerer av polylaktid: poly-L-laktid (PLLA) uppstår vid polymerisering av L,L-laktid (också kallad L-laktid). PLLA har en kristallinitet runt 37 %, en glasomvandlingstemperatur mellan 50 och 80 °C och en smältpunkt mellan 173 och 178 °C. Polymerisering av en racemisk blandning av L- och D-laktider ger poly-DL-laktid (PDLLA) som inte är kristallint utan amorft.
Polylaktid kan bearbetas som de flesta termoplaster till fibrer  och film. Smälttemperaturen hos PLLA kan ökas med 40-50° C genom att blanda polymeren med poly-D-laktid (PDLA). PDLA och PLLA bildar ett regelbundet stereokomplex med ökad kristallinitet. Den maximala temperaturstabiliteten uppnås när 50 % av varje polymer används, men även vid lägre koncentrationer av PDLA (3-10 %) uppnås en märkbar effekt. I det senare fallet används PDLA som en nukleationsagent som ökar kristalliseringshastigheten. På grund av den högre kristalliniteten hos stereokomplexet nedbryts det långsammare i naturen. Intressant nog förblir polymerblandningen genomskinlig.
Blandningen av PDLA och PLLA gör det möjligt att använda polylaktid för skjortor (strykbarhet), mikrovågsugnssäkra brickor och till och med konstruktionsplaster; i det senare fallet blandas stereokomplexet med gummiliknande polymerer som ABS). Bioteknologiska framesteg har tillåtit utvecklingen av kommersiella processer för D(–)-mjölksyra, något som inte var möjligt förrän nyligen.

## Användningsområden
- Friformsframställning